# 수잔 최

수잔 최(1969년~ )는 미국의 소설가이다. 한국계 미국인으로 한국어 이름은 최인자이다.

## 젊은 시절
그는 인디애나주 사우스 벤드에서 한국인 아버지와 유태인 어머니 사이에서 태어났다. 9살 때 부모가 이혼하여 어머니와 함께 휴스턴에서 성장하였다. 1990년 예일대학교에서 문학사 학위를 취득하였고, 코넬대학에서 예술창작석사(MFA) 학위를 취득하였다.

## 경력
졸업 후 뉴요커 잡지사에서 일을 했다. 거기에서 현재 뉴욕타임즈 음식평론가로 있는 피트 웰즈를 만나 결혼하여 브루클린에서 거주하기 시작했다. 첫 번째 소설인 외국인 학생(The foreign student)을 써서 소설가가 되었다. 두 번째 소설은 미국여자(American Woman)이었다. 또 A Person of Interest(2008)과 Trust Exercise(2009)을 출간하였다.
현재 예일대학교에서 문예창작을 가르치고 있다.

## 주요 저서와 수상
- 외국인 학생 (Asian American Literary Award, Steven Turner Award)
- 미국여자
- Trust Exercise (전미도서상)

## 친족
- 문학평론가 최재서의 손녀이다.[1]